# Карадаглы (Дагестан)
Карадаглы — село в Дербентском районе Республики Дагестан. Входит в состав сельского поселения «Татлярский сельсовет».

## География
Населённый пункт расположен в 29 км к северо-западу от города Дербент, на реке Уллучай.

## История
У некоторых представителей старшего поколения Терекеме сохранилось предание о том, что карадаглинцы пришли из местности Карадаг. Гаджиева С. Ш. связывает это предание с местностью Карадаг в Турции, где, как известно, находились племена Кайы тюрков-огузов. Сохранившиеся надгробные памятники, которые удалось прочитать в селе Карадаглы, датируются XIV веком.

## Население
| 1895 | 1926 | 1939 | 1970 | 1989 | 2002 | 2010 |
| ---- | ---- | ---- | ---- | ---- | ---- | ---- |
| 132  | ↗182 | ↗243 | ↗352 | ↗488 | ↗777 | ↗788 |
| 2021 |      |      |      |      |      |      |
| ↘532 |      |      |      |      |      |      |

Национальный состав
По результатам Всероссийской переписи населения 2021 года:
| Народ         | Численность, чел. | Доля от всего населения, % |
| ------------- | ----------------- | -------------------------- |
| азербайджанцы | 530               | 99,62 %                    |
| русские       | 2                 | 0,38 %                     |
| всего         | 532               | 100 %                      |

### Известные уроженцы
- Халид (1822—1875) — поэт-сатирик. Известны его стихотворения: «Олсун» («Пусть будет»), «Эйлер» («Сделают»), «Дуьшубдюр» («Доведено»)[12].